# (1238) Predappia
(1238) Predappia est un astéroïde de la ceinture principale découvert le 4 février 1932 par l'astronome italien Luigi Volta. Son nom provient du village de Predappio en Émilie-Romagne.

## Historique
Le lieu de découverte, par l'astronome italien Luigi Volta, est l'Observatoire astronomique de Turin à Pino Torinese.
Sa désignation provisoire, lors de sa découverte le 4 février 1932, était 1932 CA.